# Ирвин, Стив
Стивен Роберт «Стив» Ирвин (англ. Stephen Robert «Steve» Irwin; 22 февраля 1962 — 4 сентября 2006) — австралийский натуралист, актёр, тележурналист и телеведущий, эксперт в области дикой природы и диких животных. Всемирную известность получил благодаря работе над сериалом «Охотник на крокодилов» совместно со своей женой, Терри. В прошлом — владелец основанного его родителями Зоопарка Австралии в городке Бирва, Квинсленд.
Погиб 4 сентября 2006 года на съёмках телепередачи «Ocean's Deadliest», получив смертельный удар ската-хвостокола в область сердца.

## Биография
Стив Ирвин начинал с того, что с детства ловил крокодилов в окрестностях Квинсленда для парка рептилий своих родителей. C 1991 года Стив Ирвин продолжил семейный бизнес и вскоре создал первые серии фильма «Охотник за крокодилами» (Crocodile Hunter), который стал популярным во всем мире. В этом же году Ирвин был награждён за вклад в австралийскую туристическую индустрию. Премией были отмечены заслуги Ирвина по популяризации Австралии в документальных фильмах о дикой природе и созданию зоопарка «Австралия».
Неоднократно Ирвин бывал в ситуациях, когда его жизнь буквально висела на волоске. У него было большое количество ранений, полученных при контактах с животными. Как рассказывал Стив Ирвин, в первый раз он получил серьёзное повреждение в начале 1990-х годов, когда нырнул с носа лодки на крокодила. Крокодил сидел на скале, о которую Ирвин ударился плечом, и камень разбил его до кости. Кость разрезала все мышечные волокна, связки и сухожилия.
В другой раз в Восточном Тиморе он спасал крокодила, который попал в бетонную трубу, и не было никакого способа вытащить его оттуда. Поэтому Ирвин нырнул внутрь вместе с животным. Крокодил схватил его мёртвой хваткой, в результате была вновь вспорота та же рука.
Однажды Ирвина ударил по голове крокодил, которого он поймал под водой. Затем его колени и голени порезало, когда он скакал на 4-метровом крокодиле. В другой раз по дороге на съёмки ему пришлось спасать кенгуру на обочине дороги.

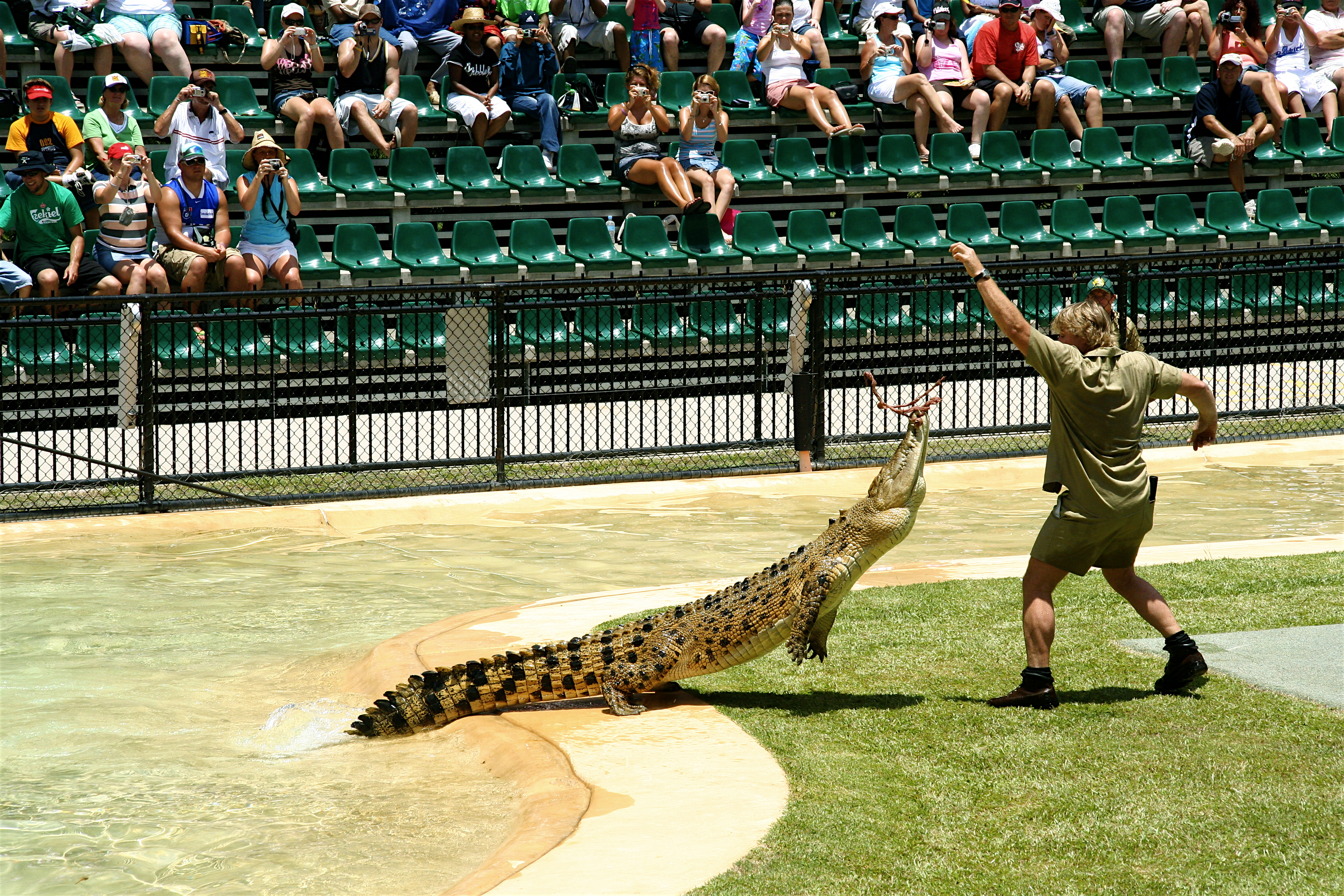
Ирвин кормит крокодила в австралийском зоопарке

Несмотря ни на что, Стив Ирвин продолжал снимать фильмы. «Если ты не можешь посмеяться над собой, значит ты слишком правильный и твоя жизнь слишком скучна», — говорил он.
У Стива Ирвина остались двое детей: Бинди Сью, названная в честь любимого крокодила Стива, Бинди, и его собаки Сью, и Боб Кларенс, названный в честь отца Стива, Роберта, и отца Терри, Кларенса. Его жена Терри ассистировала ему на съёмках.
Впервые программа «Охотник на крокодилов» вышла в эфир в 1992 году. Стив сумел превратить свой образ бесстрашного и полного энтузиазма любителя поизучать фауну в близком контакте в торговую марку, и его сериал с большим успехом шёл по всему миру на канале Discovery.

## Смерть и похороны
4 сентября 2006 года в 11 утра Стив Ирвин спустился с аквалангом под воду, чтобы снять больших хвостоколов у Большого Барьерного рифа. Он занимался сбором материала для своего очередного фильма «Смертельно опасные существа океана». Ведущий уже много раз спускался к скатам. В принципе, этот хищник редко бывает по-настоящему опасен для человека: у берегов Австралии зафиксировано всего два случая гибели туристов, ужаленных скатами.
Одна из рыб напала на ведущего, когда тот находился над ней. Это объяснялось тем, что животное было напугано и было вынуждено защищаться. Ирвин не понял этого, и поплатился за это жизнью. Скат поднял свой хвост с ядовитым жалом на конце и ударил им в грудь Стива. Жало попало точно в сердце натуралиста. Оператор, который плыл вслед за Стивом Ирвином, заснял его смерть на видеоплёнку.
Вице-президент PETA (Люди за этичное обращение с животными), Дэн Мэтьюс так прокомментировал его смерть:
«Неудивительно, что Стив Ирвин погиб, провоцируя опасное животное. Он сделал карьеру, дразня напуганных диких животных».
и сравнил его со «звездой дешёвого реалити-шоу». Также он был обвинён этой же организацией в домогательствах по отношению к животным.
Премьер Квинсленда Питер Битти предложил провести похороны на государственном уровне. Но семья решила, что в таких похоронах нет необходимости, её поддержали многие австралийцы. Отец Стива Боб Ирвин заявил, что его сын не хотел бы таких почестей и хотел, чтобы его помнили, как «простого парня». Натуралист был похоронен 9 сентября на закрытой церемонии в австралийском зоопарке, где он работал. Могила недоступна для посетителей.
Его гибель пародировалась в 11-м эпизоде 10-го сезона мультсериала South Park (Ад на земле 2006), что вызвало негативную реакцию родственников.

## Фильмография
| Год       | Фильм                                 | В роли | Прочее                                        |
| --------- | ------------------------------------- | ------ | --------------------------------------------- |
| 1997—2004 | Охотник на крокодилов                 | Себя   |                                               |
| 1999—2000 | Крок Файлы                            | Себя   |                                               |
| 2001      | Доктор Дулиттл 2                      | Себя   | Эпизодическая роль                            |
| 2002      | Тайны охотников                       | Себя   | Один эпизод                                   |
| 2002      | Охотник на крокодилов: Встречный курс | Себя   |                                               |
| 2004      | Волшебные родители                    |        |                                               |
| 2006      | Делай ноги                            | Трев   | озвучивание                                   |
| 2007      | Смертельный Океан                     | Себя   | Спецвыпуск (Выпущена после смерти), В память. |

## Память
В честь Стивена Ирвина был назван корабль «MY Steve Irwin» природоохранного общества Sea Shepherd, редкая горная тропическая улитка — Crikey steveirwini и черепаха Elseya irwini (элсея Ирвина). Животное поймал отец Стива Боб Ирвин во время семейной поездки в 1997 году. Зоологи никогда прежде не видели такую черепаху.